# Joseph Callaerts
Joseph Callaerts, né à Anvers (Belgique) le 11 août 1830 ou le 22 août 1838 et décédé dans la même ville le 3 mars 1901, est un organiste, carillonneur, compositeur et professeur belge.

## Biographie
Joseph Callaerts a passé presque toute sa vie dans sa ville natale. Il commence l’étude de la musique comme choriste à la cathédrale Notre-Dame à Anvers. Ensuite, il étudie l’harmonie avec Jean-Henri Simon et l’orgue avec Jacques-Nicolas Lemmens au Conservatoire royal de Bruxelles et obtient un premier prix en 1856.
Dès 1850, il est organiste au collège des Jésuites. En mai 1855, il succède à Charles Delin comme titulaire de l’orgue de la cathédrale d’Anvers.
En janvier 1863, il est nommé carillonneur de la ville en remplacement de Jan Frans Volckerick.
À partir de 1867, il enseigne l’orgue et l’harmonie à l’École de musique d’Anvers (Antwerpse Muziekschool) qui devient en 1898 le Conservatoire royal flamand (Koninklijk Vlaamsch Muziekconservatorium) sous l’impulsion de son directeur Peter Benoit.
Callaerts est aussi apprécié comme conseiller en facture d’orgue et son expertise a été mise à contribution par le facteur Pierre Schyven lors de la restauration du grand orgue de la cathédrale d’Anvers. Le récital d’inauguration le 17 décembre 1891 réunissait Alphonse Mailly, Charles-Marie Widor de Paris et lui-même.
Sa Symphonie pour grand orchestre et son Trio avec piano ont été récompensés par l’Académie royale de Belgique.

## Compositions

### Orchestre
- Symphonie pour grand orchestre
- Concerto pour piano avec accompagnement de grand orchestre
- Concerto pour orgue et orchestre

### Messe
- Messe, pour soprano, alto, basse et orgue, op. 24

### Théâtre
- Le Retour imprévu, opéra, Anvers, 1889.

### Orgue
- 15 Improvisations, op. 1
- Grande Fantaisie de Concert, op. 5
- 24 Pièces pour orgue en 2 séries et 8 livraisons (Schott)

#### 1reSérie
- 1re Livraison, Op. 20 : 1. Pastorale – 2. Méditation – 3. Marche Solennelle en mi bémol majeur
- 2e Livraison, Op. 21 : 4. Adoration – 5. Canzona – 6. Sortie Solennelle
- 3e Livraison, Op. 22 : 7. Prière – 8. Petite Fantaisie en si bémol mineur – 9. Marche Nuptiale en fa majeur
- 4e Livraison, Op. 23 : 10. Cantilène en mi bémol majeur – 11. Communion en si bémol majeur – 12. Toccata, final en ré majeur.

#### 2eSérie
- 5e Livraison, Op. 28 : 1. Mélodie – 2. Invocation – 3. Marche de Fête
- 6e Livraison, Op. 29 : 4. Toccata en mi mineur – 5. Offertoire-Duo en si majeur – 6. Marche funèbre en ré mineur.
- 7e Livraison, Op. 30 : 7. Prière (no 2) – 8. Allegro giocoso – 9. Marche Triomphale en mi majeur
- 8e Livraison, Op. 31 : 10. Élégie – 11. Bénédiction Nuptiale – 12. Scherzo.

- Intermezzo en si bémol mineur (Schirmer, 1898)

- Sonate no 1 en do mineur (Schott, 1908, posth.)
- Sonate no 2 en la majeur (Schott, 1908, posth.)